# Steven Pinker

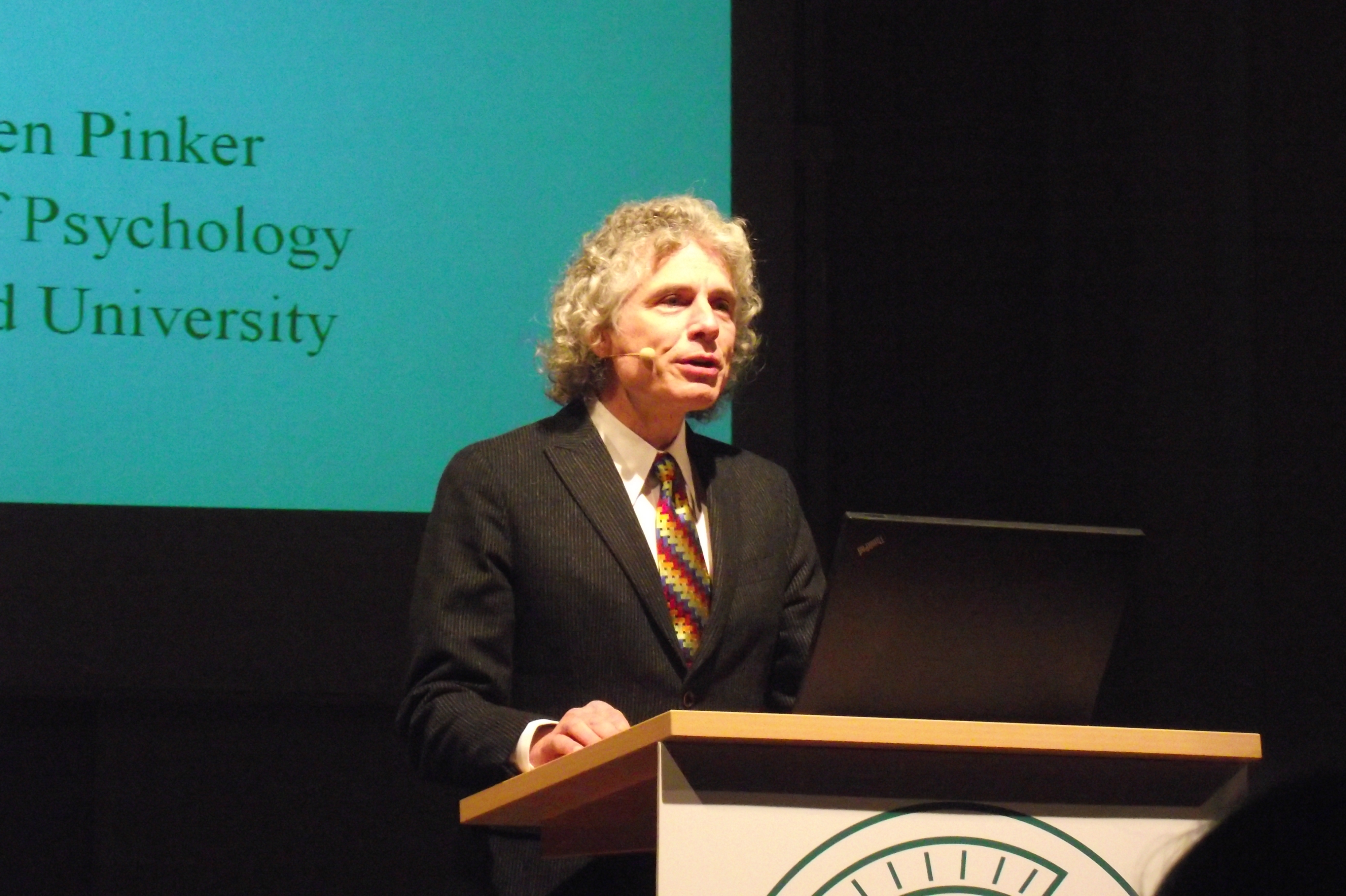
Pinker i Göttingen 2010

Steven Arthur Pinker, född 18 september 1954 i Montréal, är en kanadensisk forskare verksam inom områdena experimentell psykologi, kognitionsvetenskap, språkvetenskap samt visuell kognition. Han har dessutom skrivit ett flertal kända populärvetenskapliga böcker. Han är professor vid Institutionen för psykologi, Harvard University, och är känd för sitt förespråkande för evolutionspsykologi och computational theory of mind.
Pinkers akademiska specialiseringar är visuell kognition och psykolingvistik. Hans experimentella ämnen inkluderar mentala bilder, igenkänning av föremål, visuell uppmärksamhet, barnets språkutveckling, regelbundna och oregelbundna språkfenomen, den neurala grunden till ord och grammatik, samt psykologin underliggande anspelningar ("innuendo") och eufemismer.
Han har publicerat två fackböcker i vilka han framlägger en allmän teori om språkutveckling, och har applicerat teorin till barns förvärv av verb. I de populärvetenskapliga böckerna argumenterar han för att språk är en "instinkt" eller biologisk anpassning som har formats genom naturligt urval.  Han har skrivit sju populärvetenskapliga böcker: The Language Instinct (1994), How the Mind Works (1997), Words and Rules (2000), Ett oskrivet blad (The Blank Slate) (2002), The Stuff of Thought (2007), The Better Angels of Our Nature (2011) och Enlightenment Now (2018).

## Biografi

### Tidigt liv, utbildning och karriär
Pinker föddes 1954 i Montréal, Quebec, Kanada som son till föräldrar i den engelsktalande judiska medelklassbefolkningen. Han studerade psykologi vid McGill University, Kanada, och avlade 1976 Filosofie kandidatexamen. Han doktorerade i ämnet experimentell psykologi vid Harvard University, USA, och blev 1979 Filosofie doktor (Ph.D). Han bedrev forskning vid Massachusetts Institute of Technology (MIT), varefter han blev "assistant professor" (ungefär lektor) vid Harvard och sedermera Stanford University.
Från 1982 till 2003, undervisade Pinker vid "Institutionen för hjärn- och kognitionsvetenskaper" ("Department of Brain and Cognitive Sciences") vid MIT, och blev så småningom chef för "Centret för Kognitiv neurovetenskap".  Han är sedan 2003 professor i psykologi vid Harvard ("Johnstone Family Professor"). Han var dessutom "Harvard College Professor" 2008 till 2013 som ett erkännande av hans stora engagemang i undervisningen av studenterna. Pinker har även undervisat i egenskap av "visiting professor" vid New College of the Humanities i London.
Pinker utsågs 2004 av Time Magazine till en av de 100 mest inflytelserika vetenskapsmän och tänkare i världen. Han utsågs såväl 2005 som 2008 till en av Top 100 Public Intellectuals av tidskrifterna Prospect och Foreign Policy. Han ansågs av Foreign Policy 2010 och 2011 vara bland de 100 topptänkare i världen. Han har tilldelats ett flertal priser och utmärkelser för sin forskning (se lista nedan), och är hedersdoktor vid fem universitet.
I januari 2005 försvarade Pinker Lawrence Summers, Harvards president, vars kommentarer om en skillnad mellan könen i matematik och vetenskap retade upp en större del av fakulteten. Pinker noterade att Summers kommentarer, korrekt tolkade, utgjorde hypoteser om överlappande statistiska distributioner mellan mäns och kvinnors talanger och intressen, och att sådana hypoteser, i en universitetsmiljö, torde kunna vara föremål för empiriska undersökningar istället för dogmatism och skandalanklagelser.
I maj 2006 tilldelades Pinker Humanist of the Year-priset från American Humanist Association  för hans bidrag till allmänhetens förståelse av evolutionen.
Pinker har varit redaktionsmedlem i flera vetenskapliga tidskrifter, exempelvis Cognition, Daedalus, och PLOS ONE. Han har varit ledamot i den rådgivande panelen för ett flertal olika institutioner, bland andra: för vetenskaplig forskning (till exempel "the Allen Institute for Brain Science"), för yttrandefrihet (till exempel "the Foundation for Individual Rights in Education"), för popularisering av naturvetenskap (till exempel "the World Science Festival" och "the Committee for Skeptical Inquiry"), för fred (till exempel "the Peace Research Endowment"), samt för sekulär humanism (till exempel "the Freedom from Religion Foundation" och "the Secular Coalition for America"). Sedan 2008 har Pinker varit ordförande för "ordanvändningspanelen" tillhörande den amerikanska ordboken, "American Heritage Dictionary" och han skrev essän om dess användning för den femte upplagan, publicerad 2011.
År 2009 skrev Pinker en blandad recension av den engelsk-kanadensiske journalisten Malcolm Gladwells essäer i tidningen The New York Times, i vilken han kritiserar Gladwells analytiska metoder. Gladwell publicerade ett genmäle i the Times angående Pinkers kommentarer om betydelsen av IQ för en lärares undervisningsprestation, och genom analogi, den möjliga effekten, om sådan finns, av uttagningsordningen för spelare i ligan för amerikansk fotboll, "National Football League (NFL)" på quarterbackens prestation under säsongens spel i NFL. Pinker svarade på Gladwells genmäle, och meningsutbytet fick webbsajten "Advanced NFL Stats" att statistiskt bearbeta frågan, vilket resulterade i att Pinker fick medhåll i att uttagningsordningen mycket riktigt korrelerar med quarterbackens prestation i NFL. Skillnaderna i Gladwells och Pinkers respektive metodologier var orsaken till meningsskiljaktigheten; Gladwell utvärderade prestationen per spelmanöver ("play"), medan Pinker och "Advanced NFL Stats" analyserade prestationen på basen av övergripande produktivitet, med grundantagandet att startande spelare var överlägsna reservspelare.

### Privatliv
Pinkers far var advokat och arbetade som representant för en tillverkare, medan hans mor (senare under uppväxten) arbetade som studievägledare och därefter som vicerektor på en gymnasieskola. Han har två yngre syskon. Systern, Susan Pinker, är psykolog och författare, medan brodern arbetar som policyanalytiker åt Kanadas regering.
Pinker var gift med Nancy Etcoff mellan 1980 och 1992, och från 1995 med Ilavenil Subbiah, men de skilde sig senare. Han gifte sig 2007 med nuvarande hustrun, romanförfattarinnan och filosofen Rebecca Goldstein. Han har två styvdöttrar: romanförfattarinnan Yael Goldstein Love och poeten Danielle Blau.
Han har sagt: "I was never religious in the theological sense... I never outgrew my conversion to atheism at 13, but at various times was a serious cultural Jew". Som tonåring, säger han att han ansåg sig vara anarkist tills han bevittnade civila oroligheter ("Murray-Hill upploppen") efter ett polistillslag i Montréal 1969. Pinker identifierar sig själv som feminist, i synnerhet jämställdhetsfeminist. I boken Ett oskrivet blad (The Blank Slate) (2002), definierar Pinker jämställdhetsfeminism som "en moralisk doktrin om lika behandling som inte gör några förpliktelser beträffande öppna empiriska frågeställningar inom psykologin eller biologin". Han har återgivit resultatet av ett test om hans politiska orientering som karaktäriserade honom som "varken vänster- eller högerorienterad, mer libertarian än auktoritär."

## Forskning och teori
Pinkers forskning om visuell kognition påbörjades som doktorand i samarbete med hans rådgivare Stephen Kosslyn. Han visade att mentala bilder representerar scener och föremål så som de uppenbarar sig från en specifik observationsplats – istället för att fånga deras inneboende tredimensionella struktur. Representationsbilderna överensstämmer således med neuropsykologen David Marrs teori om en "två-och-en-halvdimensionell sketch." Han visade också att denna bildrepresentationsnivå används för visuell uppmärksamhet, och för igenkännande av föremål (åtminstone för asymmetriska former), i motsats till Marrs teori om att igenkännande av föremål använder representationsbilder som är oberoende av observationsplats.
Inom psykolingvistiken blev Pinker tidigt känd i sin karriär för att förespråka "computational learning theory" som ett sätt att förstå språkutveckling hos barn. Han har skrivit en handledningsöversikt om ämnesområdet och två böcker som lyfter fram den egna teorin om språkutveckling samt en serie experiment rörande hur barn förvärvar de passiva, dativa och lokativa grammatiska konstruktionerna.
The Language Instinct (1994) var den första av flera böcker som kombinerade kognitionsvetenskap med beteendegenetik och evolutionspsykologi.
I boken introducerade han språkvetenskapen och populariserade lingvisten Noam Chomskys teori om att språket är en medfödd förmåga, men utvecklade teorin med tillägget att språkförmågan utvecklades genom naturligt urval som en Darwinistisk anpassning för kommunikation. Båda idéerna är dock fortsatt kontroversiella (se nedan). Två ytterligare böcker, How the Mind Works (1997) och Ett oskrivet blad (The Blank Slate) (2002), kartlägger brett sinnet och försvarar idén om existensen av en komplex mänsklig natur som innefattar flera mentala förmågor som är adaptiva (dvs resultat av Darwinistisk anpassning). Han är allierad med filosofen Daniel Dennett och evolutionsbiologen Richard Dawkins i många dispyter kring adaptationism. Ytterligare ett huvudtema bland Pinkers teorier är att mänsklig kognition till viss del fungerar genom kombinatorisk symbolmanipulation, och inte endast genom associationer mellan sensoriska intryck (såsom föreslås i konnektionistiska modeller).
Pinker publicerade 2011 boken The Better Angels of Our Nature, i vilken han argumenterar för att våld har minskat mätt över flera skalor vad gäller såväl tid som storleksordning. Våldsminskningen inkluderar stamkrig, mord, grymma straff, barnmisshandel, djurplågeri, våld i hemmet, lynchning, pogromer, samt både mellanstatliga krig och inbördeskrig. I sin bok beskriver Pinker sex "stora historiska nedgångar i våld" vilka samtliga har egna sociologiska, kulturella och ekonomiska orsaker:
- Pacificeringsprocessen – Framväxten av organiserade regeringssystem korrelerar med nedgången i våldsamma dödsfall. När stater utvidgas förebyggs stamfejder, vilket minskar dödstalen.
- Civiliseringsprocessen – Konsolideringen av centraliserade stater och kungadömen i Europa resulterade i framväxten av straffrätt och kommersiell infrastruktur, vilka organiserade tidigare kaotiska system som kunde leda till räder, plundringståg och massvåld.
- Humanitära revolutionen – Övergivandet av statligt, institutionaliserat våld under 1700- till 1900-talen (till exempel rådbråkning, kölhalning , stupstock), antyder att den snabba ökningen av läskunnigheten efter tryckpressens uppfinnande tillät proletariatet att ifrågasätta vedertagna seder och bruk.
- Den långa freden – 1900-talets stormakter ansåg att den tidsperioden var den blodigaste i historien. Detta ledde till en förhållandevis fredfull period efter de båda världskrigens slut. De utvecklade länderna har slutat att kriga (mot varandra och forna kolonier), och har anammat demokrati, vilket har lett till en mycket påtaglig nedgång i dödstalen (i medeltal).
- Den nya freden – Pinker kallar denna trend "svagare", men han menar att "sedan Kalla krigets slut 1989, har alla typer av organiserade konflikter – inbördeskrig, folkmord, auktoritära regimers förtryck, samt terroristattacker – minskat världen över.”
- Rättighetsrevolutionerna – Minskningen av systematiskt våld i mindre skalor, riktat mot utsatta grupper (barn, kvinnor, minoriteter, homosexuella och djur).

Pinker anser att det är osannolikt att människans natur har förändrats, eftersom flera andra faktorer i den mänskliga tillvaron är oförändrade. Det är mer troligt att den mänskliga naturen innefattar tendenser som både främjar och motverkar våld, "vår naturs bättre änglar" "(better angels of our nature)". Bokens slutsatser har kritiserats på flera punkter (se nedan).
Pinkers böcker, The Language Instinct, How the Mind Works, Words and Rules, Ett oskrivet blad (The Blank Slate), och The Stuff of Thought kombinerar kognitionsvetenskapen med beteendegenetik och evolutionspsykologi.

### Musik och kognition
Flera teorier om språkets evolutionära ursprung har argumenterat för att språklig kognition kan ha utvecklats ur en tidigare musikalisk kognition. Pinker är kritisk till denna teori, då han ser språket varande i första hand knuten till förmågan för logiskt resonerande. I How the Mind Works (1997) upprepar Pinker ett av Immanuel Kants argument som postulerar att musik i sig själv inte är ett viktigt kognitivt fenomen, utan att musik helt enkelt råkar stimulera viktiga kognitiva funktioner hörande till hörsel, rymduppfattning och motorik. Pinker kallar musik ”örongodis” (”auditory cheesecake”) och konstaterar att "vad biologisk orsak och verkan anbelangar är musik värdelös". Detta argument har förkastats av ett antal experter inom musikkognition, vilka hävdar att musik har spelat en vikitg roll i den mänsklig kognitionens evolution, till exempel Daniel Levitin och Joseph Carroll. Levitin argumenterar mot Pinkers uppfattning om musik och kognition i sin bok, This Is Your Brain On Music.

## Kritik

### Lingvistik
The Language Instinct har kritiserats av Geoffrey Sampson i boken The 'Language Instinct' Debate. Antagandena underliggande det nativistiska synsättet har också varit föremål för ihållande kritik i Jeffrey Elmans Rethinking Innateness: A Connectionist Perspective on Development (Neural Networks and Connectionist Modeling), vari Elman försvarar det av Pinker kritiserade konnektionistiska synsättet.
David Shenk har kritiserat Pinker för en artikel han skrev i The New York Times, vari han tog itu med arv eller miljö-debatten. Shenk kritiserade honom för att ha antagit "arv-sidans" ståndpunkt och för att "inte vilja kännas vid gene-miljöinteraktion eller epigenetik". Shenk hävdar att dessa två faktorer har "gjort arv eller miljö-debatten förlegad". Pinker svarade på en fråga om epigenetik eventuellt kunde vara en bidragande orsak till nedgången i våld under en föreläsning för BBC World Service. Pinker menade att det var osannolikt eftersom minskningen av våldsnivåerna skedde alltför snabbt för att kunna förklaras av genetiska förändringar.

### Politik
Edward S. Herman och David Peterson har kritiserat Pinkers bok The Better Angels of Our Nature. I en omfattande essä hävdar de att han vandrat alltför långt ut från sitt specialistfält och att han även varit tendensiöst selektiv med urvalet av historiska data för att få dem att passa med tesen. Vidare beskylls Pinker för apologetik beträffande imperialistisk expansionism, kapitalismens geopolitik och antikommunism, samt för att ha valt diskutabla källor till grund för de, enligt Herman och Peterson, felaktiga slutsatserna.

## Bibliografi

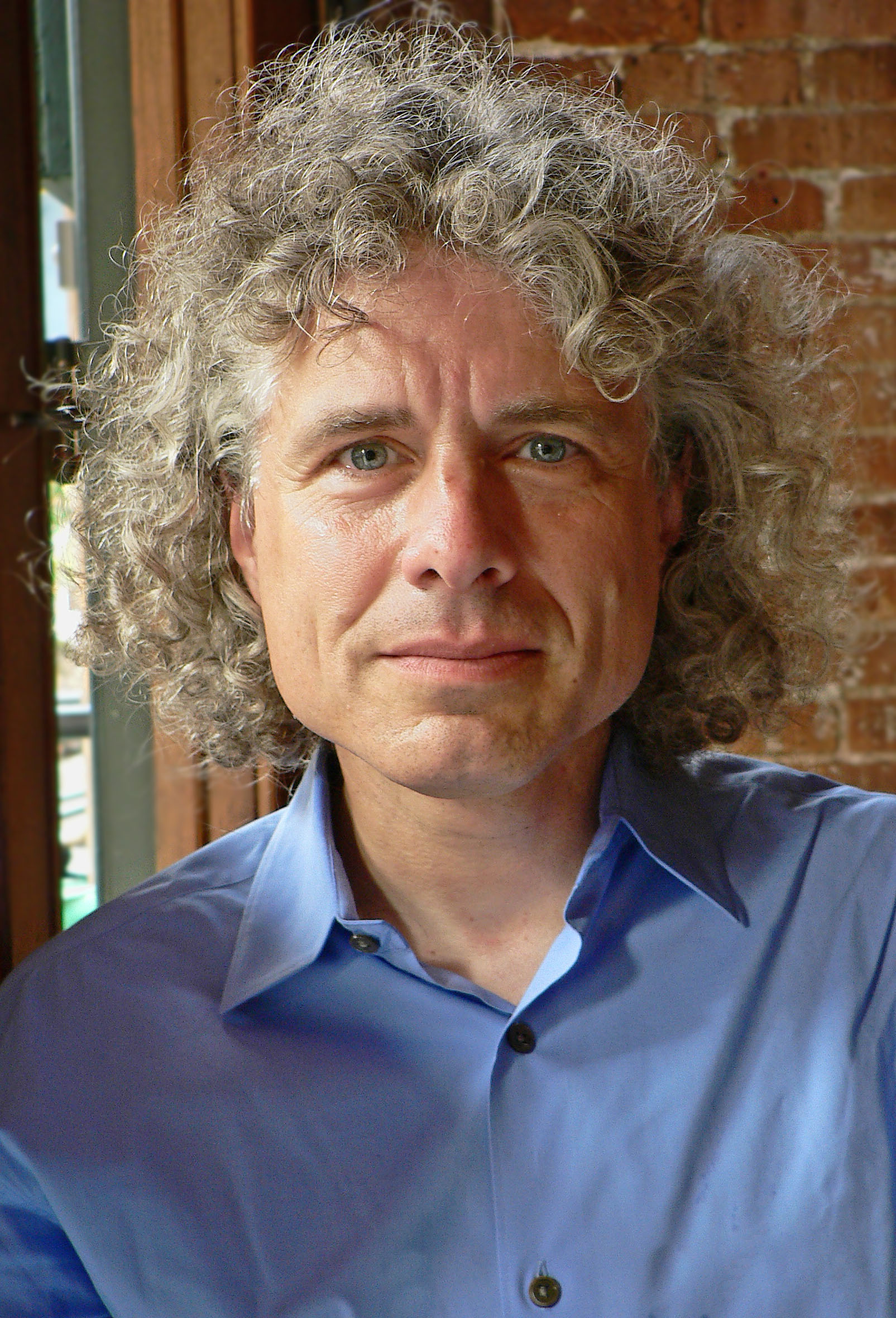
Steven Pinker 2005.

### Böcker
- Language Learnability and Language Development (1984)
- Visual Cognition (1985)
- Connections and Symbols (1988)
- Learnability and Cognition: The Acquisition of Argument Structure (1989)
- Lexical and Conceptual Semantics (1992)
- The Language Instinct (1994)
- How the Mind Works (1997)
- Words and Rules: The Ingredients of Language (1999)
- Ett oskrivet blad (The Blank Slate: The Modern Denial of Human Nature) (2002)
- The Best American Science and Nature Writing (redaktör och förordsförfattare, 2004)
- Hotheads (an extract from How the Mind Works, 2005)
- The Stuff of Thought: Language as a Window into Human Nature (2007)
- The Better Angels of Our Nature: Why Violence Has Declined (2011)
- Language, Cognition, and Human Nature: Selected Articles (2013)
- The Sense of Style: The Thinking Person's Guide to Writing in the 21st Century (2014)
- Upplysning nu - ett manifest för förnuft vetenskap och humanism. Enlightenment Now: The Case for Reason, Science, Humanism, and Progress (2018)

### Artiklar och essäer
- Pinker, Steven (1991). Rules of Language. Science. 253(5019):530–535. doi:10.1126/science.1857983
- Ullman, Michael T., et al. (1997). A neural dissociation within language: Evidence that the mental dictionary is part of declarative memory, and that grammatical rules are processed by the procedural system. J Cogn Neurosci. 9:289–299. doi:10.1162/jocn.1997.9.2.266
- Pinker, Steven (2003). Language as an adaptation to the cognitive niche. I: Christiansen M & Kirby S, Language Evolution: States of the Art. New York: Oxford University Press (OUP).
- Pinker, Steven (2005). So How Does the Mind Work? Mind & Language. 20(1):1–24. doi:10.1111/j.0268-1064.2005.00274.x
- Jackendoff, Ray & Pinker, Steven (2005). The nature of the language faculty and its implications for evolution of language. (Reply to Fitch, Hauser, & Chomsky). Cognition. 97(2):211–225. doi:10.1016/j.cognition.2005.04.006
- Pinker, Steven (2007). In Defense of Dangerous Ideas. stevenpinker.com, 23 juli 2007.
- Pinker, Steven (2012). The False Allure of Group Selection. Edge, 19 juni 2012.
- Pinker, Steven (2013). Science Is Not Your Enemy: An impassioned plea to neglected novelists, embattled professors, and tenure-less historians. The New Republic, 6 augusti 2013.
- Pinker, Steven (2014). The Trouble With Harvard: The Ivy League is broken and only standardized tests can fix it. The New Republic, 4 september 2014.

## Utmärkelser
- 1984 – Early Career Award, American Psychological Association
- 1986 – Boyd McCandless Award, American Psychological Association
- 1993 – Troland Research Award, The National Academy of Sciences
- 1998 – finalist för Pulitzerpriset
- 2003 – finalist för 'Pulitzerpriset
- 2004 – the Henry Dale Prize, Royal Institution of Great Britain
- 2010 – the George Miller Prize, Cognitive Neuroscience Society